# Jerzu
Jerzu là một đô thị tại tỉnh Ogliastra trong vùng Sardinia, có vị trí khoảng 70 km về phía đông bắc của Cagliari và khoảng 20 km về phía tây nam của Tortolì. Tại thời điểm ngày 31 tháng 12 năm 2004, đô thị này có dân số 3.287 người và diện tích là 102,5 km². Jerzu is known for the production of a particular type of wine, called Cannonau di Jerzu.
Jerzu giáp các đô thị: Arzana, Cardedu, Gairo, Lanusei, Osini, Tertenia, Ulassai, Villaputzu.

## Biến động dân số
Stefania Olianas, Commune di Jerzu, Sardegna